# Emily Segal
Emily Segal (* 1988 in New York) ist eine US-amerikanische Künstlerin, Autorin und Kreativdirektorin. Sie ist Gründungsmitglied des Kunstkollektivs K-HOLE, einer Gruppe für Trendprognosen. Sie hat auf der DLD-Konferenz, im MoMA PS1, in der Serpentine Gallery und bei TEDxVaduz über Branding und Konsumkultur referiert. Ihre Texte wurden in e-flux, Frieze, Texte zur Kunst, Flash Art, Dazed, Mousse und 032c veröffentlicht. Ihr erster Roman, Mercury Retrograde, wurde im Jahr 2020 veröffentlicht. Die deutsche Übersetzung ihres Romans mit dem Titel Rückläufiger Merkur erschien 2022 bei Matthes & Seitz.

## Leben und Wirken
Emily Segal wuchs in New York auf. Hier besuchte sie die Dalton School. Später erwarb sie einen Bachelorabschluss an der Brown University.
Zusammen mit Greg Fong, Sean Monahan, Chris Sherron und Dena Yago gründete Segal das Kunstkollektiv K-HOLE. Dieser Name bezieht sich auf den Zustand nach der Einnahme von Ketamin, der als K-Hole bezeichnet wird. Segal war von 2011 bis 2016 Mitglied des Kollektivs. Im Jahr 2014 veröffentlichte die Gruppe einen Trendbericht, in dem sie den Begriff Normcore prägte: ein Begriff, der die individuelle Sehnsucht nach Gemeinschaft beschreibt, die zu massenhafter Anpassungsfähigkeit führt. 
Segal wurde 2014 Kreativdirektorin von Genius.
Im Jahr 2017 gründete Segal zusammen mit Martti Kalliala ein kollaboratives Beratungsunternehmen und einen Think Tank namens Nemesis. Die Agentur mit Sitz in Berlin, Helsinki, New York City und Los Angeles konzentriert sich auf die Erforschung von Mode, Subkultur, Urbanismus, Technologie, Sprache, Design und Tod. Zu den Kunden gehören Rimowa, Virgil Abloh und Full Node, True Religion Brand Jeans, Buffy, MTV, Art Basel und viele mehr. 
Segals Debütroman Mercury Retrograde wurde Ende 2020 veröffentlicht und in die New & Noteworthy Book Picks der New York Times für 2020 aufgenommen. Der Roman spielt in New York City zwischen der Post-Occupy-Bewegung und der Prä-Trump-Ära und handelt von der gleichnamigen Figur Emily Segal, die als Künstlerin/Trendprognostikerin für ein Internet-Start-up arbeitet.
Im Jahr 2020 gründete Emily Segal zusammen mit Hannah Baer und Cyrus Dunham die Verlagsgruppe Deluge Press, die experimentelle Queer- und Pulp-Romane herausbringt. 
Zuletzt startete Segal eine Crowdfunding-Kampagne auf der Krypto-Publikationsplattform Mirror für ihren zweiten Roman Burn Alpha, bei dem es sich um den ersten NFT-Roman überhaupt handelt. Mit der Serie KNOTS trat sie 2022 als Künstlerin von NFT-Werken in Erscheinung.

## Veröffentlichungen
Bücher
- Rückläufiger Merkur. Berlin: Matthes & Seitz. 2022.
- Mercury Retrograde. Deluge Press. 2020.